# هوسارهای لهستانی
هوسارهای لهستانی (/həˈzɑ:rs/; لهستانی: husaria [xuˈsarja]), همچنین به عنوان سواران لهستانی بالدار شناخته می‌شوند، یک واحد سواره نظام سنگین بودند که از سال ۱۵۰۳ تا ۱۷۰۲ در لهستان و اتحاد لهستان-لیتوانی فعال بودند. نام آنها از بال‌های بزرگ عقب اسب‌هایشان گرفته شده‌است که برای تضعیف روحیه دشمن در هنگام تازش طراحی شده بود. سواران لهستانی تا زمان انحلال رسمی آنها در سال ۱۷۷۶ به عنوان نخبگان سواره نظام لهستان شناخته می‌شدند.
لباس سواران لهستانی بسیار پر زرق و برق بود و از زره بدنه صفحه دار (زره بالاتنه، شانه بندها، پیش بندها و بازوبندها) تشکیل شده بود که با تزئینات طلایی آراسته شده بود، کلاهخود بورگونی یا کلاهخود دم خرچنگ و چکمه‌های جکبوت و همچنین سلاح‌های متنوعی مانند نیزه‌ها، شمشیرهای بلند، تفنگ‌ها، تفنگ‌های سرپر، گرز، تبر، چکش جنگی و پیک سواره نظام. مرسوم بود که از طرح رنگ قرمز و سفید استفاده شود و با پوست حیوانی دباغی شده کمربند شود. بال‌ها به‌طور سنتی از پرهای پرندگان شکاری ساخته می‌شدند و بال‌های فرشته‌مانند به زره یا زین متصل می‌شد.
سواران لهستانی اولیه واحدهای سواره نظام سبک سربازان تبعیدی صربستانی بودند که در اوایل قرن شانزدهم به عنوان مزدور از مجارستان به لهستان آمدند. پس از اصلاحات پادشاه استفان باتوری (حکومت: ۱۵۷۶–۱۵۸۶)، ارتش لهستان رسماً این واحد را پذیرفت و آن را به سواره نظام سنگین ضربتی تبدیل کرد، با سربازانی که از اشراف لهستانی استخدام شده بودند. سواران لهستانی با سواران سبک و بدون زرهی که به‌طور همزمان در خارج از لهستان توسعه یافتند، تفاوت زیادی دارند.
یگان‌های سواره نظام هوسار در برابر نیروهای سوئدی، روسی و عثمانی مؤثر بودند، به ویژه در نبردهای کرچولم (۱۶۰۵)، کلوشینو (۱۶۱۰) و خوتین (۱۶۷۳). توانایی نظامی آنها در محاصره وین در سال ۱۶۸۳ به اوج خود رسید، زمانی که سواره نظام لهستانی در بزرگ‌ترین حمله سواره نظام تاریخ شرکت کردند و با موفقیت حمله عثمانی را دفع کردند. آخرین نبردهای هوسارها جنگ کلیشوز بود که از ۱۷۰۲ تا ۱۷۷۶ به طول انجامید پس از آن هوسارهای کهنه سرباز خلع درجه شدند و عمدتاً به نقش‌های تشریفاتی گماشته شدند.

## تاریخچه
خاستگاه واژه هوسار از کلمه صربی gusar به معنای «سرگردان/جنگجو» گرفته شده‌است. هوسارها در واحدهای مزدور جنگجویان صرب تبعیدی از مجارستان به وجود آمدند.سواران مزدور صرب، که به نام راسکی‌ها شناخته می‌شدند، اغلب برای مقابله با سواران سپاهی و دلی عثمانی استخدام می‌شدند. در قرن پانزدهم، هوسارهایی که بر اساس هوسارهای ماتیاش یکم بودند، توسط برخی از ارتش‌های اروپایی برای تأمین واحدهای سواره نظام سبک و قابل مصرف پذیرفته شدند.

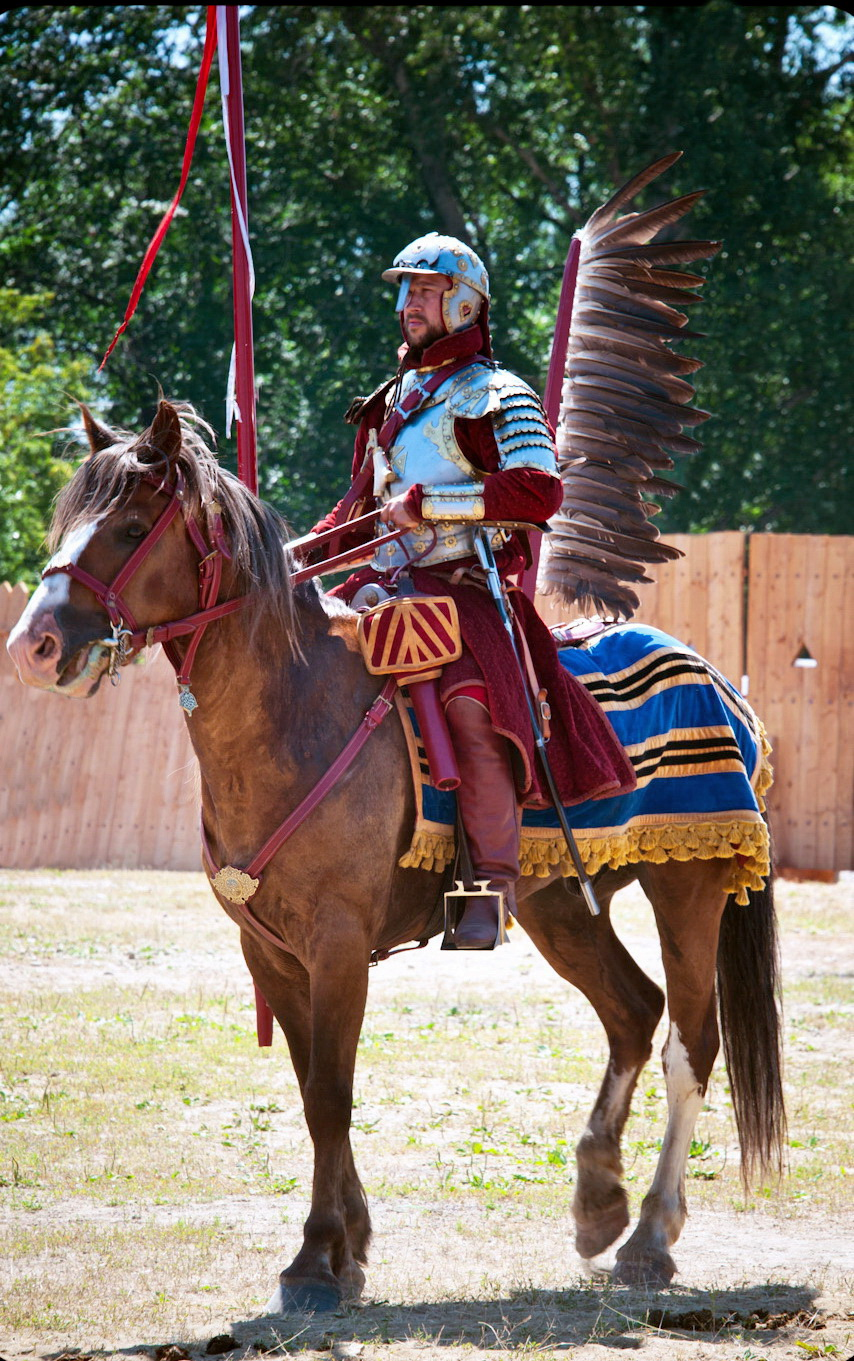
بازسازی تاریخی یک هوسار بالدار، ۲۰۱۳.

قدیمی‌ترین اشاره به هوسارها در اسناد لهستانی به سال ۱۵۰۰ بازمی‌گردد، زمانی که راسکی‌ها توسط خزانه دار بزرگ آندری کوچیچکی برای خدمت تحت پرچم خاندان سلطنتی استخدام شدند. با این حال، ممکن است آنها زودتر از این در خدمت بوده باشند و سهم آنها به خوبی مستند نشده باشد. با تشدید حملات عثمانی به مرز جنوب شرقی، اصلاحاتی به که به اصطلاح راسکی (۱۵۰۰–۱۵۰۱) معروف است باعث می‌شود در دوران سلطنت ژان اول آلبرت، نقش هوسرهای اولیه در صفوف لهستان را تثبیت شود.
اولین یگان هوسار در سال ۱۵۰۳ با حکم مجلس لهستان (Sejm) تشکیل شد که ۹۰۰ سواره نظام مجارستانی را استخدام کرد. سپس سربازگیری در میان لهستانی‌ها نیز آغاز شد. هوسارهای صربستانی-مجارستانی که بسیار قابل مصرف تر از سواران زره پوش رنسانس بودند، نقش نسبتاً جزئی در پیروزی‌های خاندان پادشاهی لهستان در اوایل قرن شانزدهم ایفا کردند، همان‌طور که در پیروزی‌های اورشا (۱۵۱۴) و اوبرتن (۱۵۳۱) به تصویر کشیده شد. در طول دوره به اصطلاح «گذار» نیمه قرن شانزدهم، هوسرهای سنگین عمدتاً جایگزین سواران زره پوش شدند که سوار بر اسب‌های زره پوش بودند، در نیروهای سواره نظام لهستانی Obrona Potoczna که در مرز جنوبی خدمت می‌کردند.
هوسارهای بالدار واقعی با اصلاحات استفان باتوری، پادشاه لهستان و دوک بزرگ لیتوانی، در دهه ۱۵۷۰ ظهور کردند و بعداً توسط پادشاه ژان سوم سوبیسکی رهبری شدند. هوسارها به سواره نظام نخبه تبدیل شدند و از دهه ۱۵۷۰ تا ۱۷۷۶ شاخه ای از سواره نظام در ارتش لهستان بودند، تا زمانی که وظایف و سنت‌های آنها با حکم پارلمانی به اولان‌ها منتقل شد. اکثر هوسارها از اشراف لهستانی ثروتمندتر (شلختا) استخدام می‌شدند.

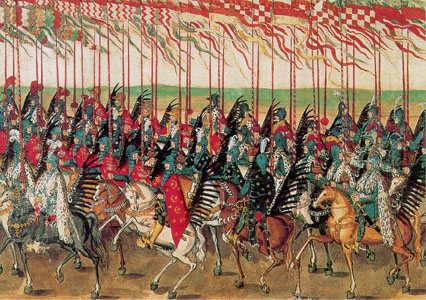
هوسرهای لهستانی در هنگام ورود به کراکوف.

در طول قرن شانزدهم، هوسارها در مجارستان سنگین تر شدند: آنها سپرهای چوبی را رها کردند و زره بدن فلزی را اتخاذ کردند. هنگامی که باتوری در سال ۱۵۷۶ به عنوان پادشاه لهستان انتخاب شد و بعداً به عنوان دوک بزرگ لیتوانی پذیرفته شد، او هوسارهای گارد سلطنتی خود را به یک تشکیلات سنگین مجهز به نیزه بلند به عنوان سلاح اصلی خود سازماندهی کرد. در زمان سلطنت باتوری (۱۵۷۶–۱۵۸۶)، هوسرها جایگزین سواران زره پوش سبک عصر قرون وسطی در ارتش تاج لهستان شدند و اکنون بخش عمده ای از سواره نظام لهستان را تشکیل می‌دادند. در دهه ۱۵۹۰، بیشتر واحدهای هوسار لهستانی بر اساس همان الگوی «سنگین» اصلاح شده بودند. این هوسارهای سنگین در لهستان با عنوان هوساریا شناخته می‌شدند.
با نبرد لوبیزف در سال ۱۵۷۷، «عصر طلایی» هوساریا آغاز شد. بین آن زمان و نبرد وین در سال ۱۶۸۳، هوسرها در بسیاری از نبردها علیه دشمنان مختلف جنگیدند که اکثر آنها را برنده شدند. در نبردهای لوبیزف در سال ۱۵۷۷، بیچینا (۱۵۸۸)، کوکنهاوزن (۱۶۰۱)، کیریکهولم (۱۶۰۵)، کلوشینو (۱۶۱۰)، خوتین (۱۶۲۱)، مارتینوف (۱۶۲۴)، تژچانا (۱۶۲۹)، اخماتوف (۱۶۴۴)، برستچکو (۱۶۵۱)، پونکا (۱۶۶۰)، کودنوف (۱۶۶۰)، خوتین (۱۶۷۳)، لویو (۱۶۷۵)، وین (۱۶۸۳) و پارکان (۱۶۸۳)، آنها ثابت کردند که عامل تعیین‌کننده در برابر شانس‌های اغلب غرق کننده هستند. به عنوان مثال، در نبرد کلوشینو در طول جنگ لهستان-مسکو، تعداد روس‌ها و سوئدی‌ها ۵ به ۱ برابر ارتش مشترک المنافع بود، اما متحمل شکست سنگینی شدند.

با گذشت زمان، نقش هوسار به یک ظرفیت شناسایی و پیشاهنگ پیشرفته تبدیل شد. یونیفرم‌های آنها با کنار گذاشتن زره و سلاح‌های سنگین آنها، سبک‌تر شد. در قرن هجدهم، با مؤثرتر شدن سلاح‌های گرم پیاده‌نظام، سواره نظام سنگین با تاکتیک‌های حمله و شکستن واحدهای پیاده‌نظام، به‌طور فزاینده ای منسوخ شد و هوسارها از یک واحد مبارزه نخبه به یک واحد رژه تبدیل شدند.
به جای پرهای شترمرغ، هوسرها کمان‌های چوبی به پشت زره خود می‌بستند که از بالای سرشان بلند می‌شد. این کمان‌ها به همراه پرهای سیخ زده‌ای که از آنها بیرون زده بود، به رنگ‌های مختلفی در تقلید از شاخه‌های لور یا برگ‌های نخل رنگ آمیزی می‌شدند و منظره ای عجیب و زیبا برای تماشا بودند. -Jędrzej Kitowicz (1728–1804)